# Oxfam Novib
Oxfam Novib is een Nederlandse medefinancieringsorganisatie en niet-gouvernementele organisatie voor ontwikkelingssamenwerking die deel uitmaakt van Oxfam International.
In België is de zusterorganisatie Oxfam in België actief. 

## Geschiedenis
Als gevolg van de watersnood van 1953 veranderde in Nederland het politieke klimaat met betrekking tot internationale bijstand. Dit leidde op 23 maart 1956 tot de oprichting van de 'Nederlandse Organisatie voor Internationale Bijstand' met als acroniem 'Novib'. Simon Jelsma, dominee Johannes Hugenholtz en Jan Tinbergen waren betrokken bij de oprichting, prins Bernhard van Lippe-Biesterfeld werd de voorzitter. Later werd de naam 'Nederlandse Organisatie voor Internationale Ontwikkelingssamenwerking'. In 1963 werd de campagne 'Gast aan tafel' gestart. Men werd uitgenodigd om een bedrag aan Novib te doneren ter grootte van de kosten van een extra eter. In 1994 trad de organisatie toe tot Oxfam International om onder andere door internationaal lobbyen en samenwerken de effectiviteit te vergroten. Dit leidde in 2006 tot een naamswijziging van Novib naar 'Oxfam Novib'.
Gedurende haar bestaan heeft Oxfam Novib verschillende slagzinnen gehanteerd. Zo lanceerde ze in de jaren 1990 De Novib-methode werkt. Dit werd later veranderd in Hoe groot is jouw wereld? Toen in maart 2006 Novib haar naam wijzigde in Oxfam Novib werd ook een nieuwe slagzin geïntroduceerd, namelijk Rechtvaardige Wereld. Zonder Armoede., met punten. Vanaf 2010 werd de slagzin Ambassadeurs van het zelfdoen gehanteerd. Anno 2016 is de slagzin Wij verslaan armoede. Dit werd in 2023 aangepast in Wij strijden voor gelijkheid.

## Werkwijze
Het doel van Oxfam Novib is dat iedereen een zelfstandig bestaan zonder armoede kan opbouwen. Ze is daarom vooral actief op het gebied van armoedebestrijding en gelijke rechten, oftewel een rechtvaardige wereld, zonder armoede. Om haar doel te bereiken, werkt Novib samen met lokale organisaties in ontwikkelingslanden, voert ze campagne in Nederland om mensen bewust te maken van de armoede en onrechtvaardigheid in de wereld en probeert ze het beleid van overheden en bedrijven te beïnvloeden door te lobbyen, zowel op nationaal als internationaal niveau.
Steun in ontwikkelingslanden wordt geboden door lokale ontwikkelingsorganisaties en -projecten te steunen. De genoemde steun bestaat uit financiële steun en advies. Oxfam Novib probeert zo veel mogelijk structurele, duurzame hulp te bieden. Liever een hengel dan een vis.
Oxfam Novib biedt ook hulp in gebieden die getroffen zijn door een ramp. Dit bestaat bijvoorbeeld uit extra hulp aan lokale partnerorganisaties en het voorzien in eerste basisbehoeften. Bij deze activiteiten wordt zo veel mogelijk rekening gehouden met de activiteiten van andere Oxfam International leden en de Samenwerkende Hulporganisaties.

## Organisatie
Oxfam Novib is een non-gouvernementele organisatie met ongeveer 300 werknemers.
De organisatie heeft vier directeuren. Zij verzorgen het dagelijks bestuur van de organisatie en houden zich bezig met het voorbereiden van en het uitvoeren van beleid. De directie worden aangesteld door het Raad van Toezicht.

## Samenwerking

### Internationaal
Oxfam Novib neemt deel aan Oxfam International. In de landen waar de organisatie actief is, werkt ze samen met lokale organisaties en initiatieven. Verder is er de samenwerking met de 17 andere organisaties binnen Oxfam International. In totaal ging het in 2016, om meer dan 1000 lokale initiatieven en organisaties in meer dan 90 landen over de hele wereld.

### Nederland
In Nederland maakt Oxfam Novib deel uit van de Samenwerkende Hulporganisaties en werkt ze samen met organisaties als de Ikea Foundation en STOP AIDS NOW!.
Sinds 1991 wordt samengewerkt met ASN Bank, als renteschenkingspartner waarbij klanten van de bank de rente rechtstreeks kunnen schenken. In 1996 werden het ASN-Novib Fonds en het Oxfam Novib Fonds opgericht, die gericht zijn op het verstrekken van kleine leningen in ontwikkelingslanden. In 2009 zegden beidde partijen toe elkaar meer te ondersteunen op gebied van kennisuitwisseling en marketing. In de lente van 2016 kon men via ASN-bank projecten van Oxfam Novib kleine boeren ondersteunen in het behalen van een Fairtrade-certificaat.
De instelling heeft sinds 1989 een samenwerkingsovereenkomst met de Nationale Postcode Loterij en ontving tussen 2013-2018 structurele financiële steun.
Het hoofdkantoor van de organisatie bevindt zich aan de Mauritskade te Den Haag, in het voormalig gebouw van de gemeentelijke dienst Bouw- en Woningtoezicht.

## Campagnes
Oxfam Novib werkt aan verschillende campagnes om haar doelen na te streven. Dit varieert van eigen campagnes met betrekking tot de eigen thema's tot internationale campagnes en campagnes met betrekking tot de millenniumdoelstellingen.

### Make Tax Fair
Landen lopen jaarlijks veel belasting mis door belastingontwijking. Oxfam Novib voert druk uit op de politiek en bedrijven om een transparanter belastingsysteem te bewerkstelligen. In 2015 en 2016 konden mensen meehelpen door een petitie te ondertekenen. De 30.000 verzamelde handtekeningen werden aan staatssecretaris Wiebes gepresenteerd.

### Help ze vooruit
Met ‘Help Ze Vooruit’ wil Oxfam Novib het leven van vluchtelingen wereldwijd verbeteren. Dit doen ze door ondersteuning te bieden in vluchtelingenkampen en overheden te stimuleren de opvang van vluchtelingen te verbeteren, zowel in eigen land als in andere (armere) landen.

### Humanity Checker
In aanloop naar de verkiezingen van maart 2017 maakte Oxfam Novib de 'Humanity Checker' (menselijkheidstest). Hiermee werden de grootste acht Nederlandse politieke partijen gerangschikt op basis van hun humanitair en vluchtelingenbeleid.

### Land Rights Now
Wereldwijd zijn 2,5 miljard mensen afhankelijk van land dat wordt beheerd door inheemse volken en lokale gemeenschappen. Vaak zijn zij kwetsbaar voor landroof. Oxfam Novib steunt inheemse volken en lokale gemeenschappen om op te komen voor hun landrechten. Eveneens voert Oxfam Novib druk uit op organisaties en overheden om landrechten te respecteren, zoals bij het Agua Zarca-dam project.

### De Groene Sint
De Groene Sint is een onderdeel van de campagne Make Trade Fair en vroeg van 2006 tot 2010 aandacht voor Fair Trade-producten rond het Sinterklaasfeest.

#### Resultaten
Koninklijke Verkade verkoopt sinds oktober 2008 alleen nog maar chocolade gemaakt van zogenoemde "eerlijke" cacao. Daardoor verdienen nu ruim 50.000 cacaoboeren een beter inkomen. Dit resultaat is, naast de Groene Sint-campagne, mede bereikt door jarenlange gesprekken van Oxfam Novib en Max Havelaar met Verkade.
Op 4 maart 2010 ondertekenden demissionair minister Verburg van Landbouw, cacaohandelaren, chocoladefabrikanten, supermarkten en Oxfam Novib een intentieverklaring voor duurzame cacaoproductie. Ruim 100.000 Nederlanders hebben daaraan op de Groene Sint-website hun steun betuigd.
Op donderdag 28 januari 2010 kreeg de Groene Sint-campagne 2009 de Issue Award 2010 uitgereikt, een initiatief van een communicatiebureau.
In oktober 2010 is de Groene Sint-campagne van 2009 onderscheiden met de belangrijke Nederlandse communicatieprijs "Bronzen Effie" in de categorie bewustwordingscampagnes.

### Behind the Brands
Behind the Brands was een drie jaar durende campagne die afliep in 2016. Behind the Brands richtte zich op grote bedrijven in de voedselindustrie en spoorde aan tot een beter beleid op arbeidsrechten, landrechten en klimaat.

#### Resultaten
Onder andere Pepsico en Coca-Cola beloofden in 2014 hun beleid ten aanzien van landrechten te verbeteren. In 2016 bleek dat Coca-Cola deze plannen al ver had doorgevoerd. Ook Kellogg's toonde veel verbeteringen sinds de start van de campagne. Oxfam Novib blijft grote bedrijven scoren op hun beleid en hun voortgang in de gaten houden.

## Budget
Oxfam Novib ontving van het Ministerie van Buitenlandse Zaken in de subsidieperiode 2007-2010 € 509.000.000; ongeveer 2,6% van het totale budget voor ontwikkelingssamenwerking. De organisatie ontving 71 procent van haar inkomsten van overheden.
In het boekjaar 2015-2016 ontvangt Oxfam Novib 55% van haar inkomsten van overheden. Oxfam Novib ontving in totaal € 38.700.000 van de Nederlandse overheid. € 37.800.000 daarvan was afkomstig uit het MFS-programma. Deze financieringsvorm eindigde op 31 december 2015. Oxfam Novib ontvangt € 50.000.000 van andere overheden, zoals de Europese Unie, de VN, Zweden of Nederlandse ambassades. Hiernaast werkt Oxfam Novib ook samen met donateurs en (renteschenkings)partners.

## Seksueel wangedrag
In februari 2018 kwam Oxfam wereldwijd in opspraak door seksuele wangedrag van medewerkers in Tsjaad en Haïti. Volgens directeur Farah Karimi van Oxfam Novib mocht zij publiekelijk niets met die informatie doen omdat het een Britse aangelegenheid was en dat het Ministerie van Buitenlandse zaken op de hoogte was van dit feit. Waar dit voor Zwitserland reden was om de geldkraan naar het internationale Oxfam dicht te draaien, kreeg het Nederlandse zusje er juist geld bij van de Nationale Postcode Loterij. Op 23 februari 2018 werd bekend dat er mogelijk ook een Nederlandse medewerker schuldig is aan dit gedrag. Oxfam Novib heeft daarop een onderzoek ingesteld.